# Flughafen Matsuyama

i7
i11
i13

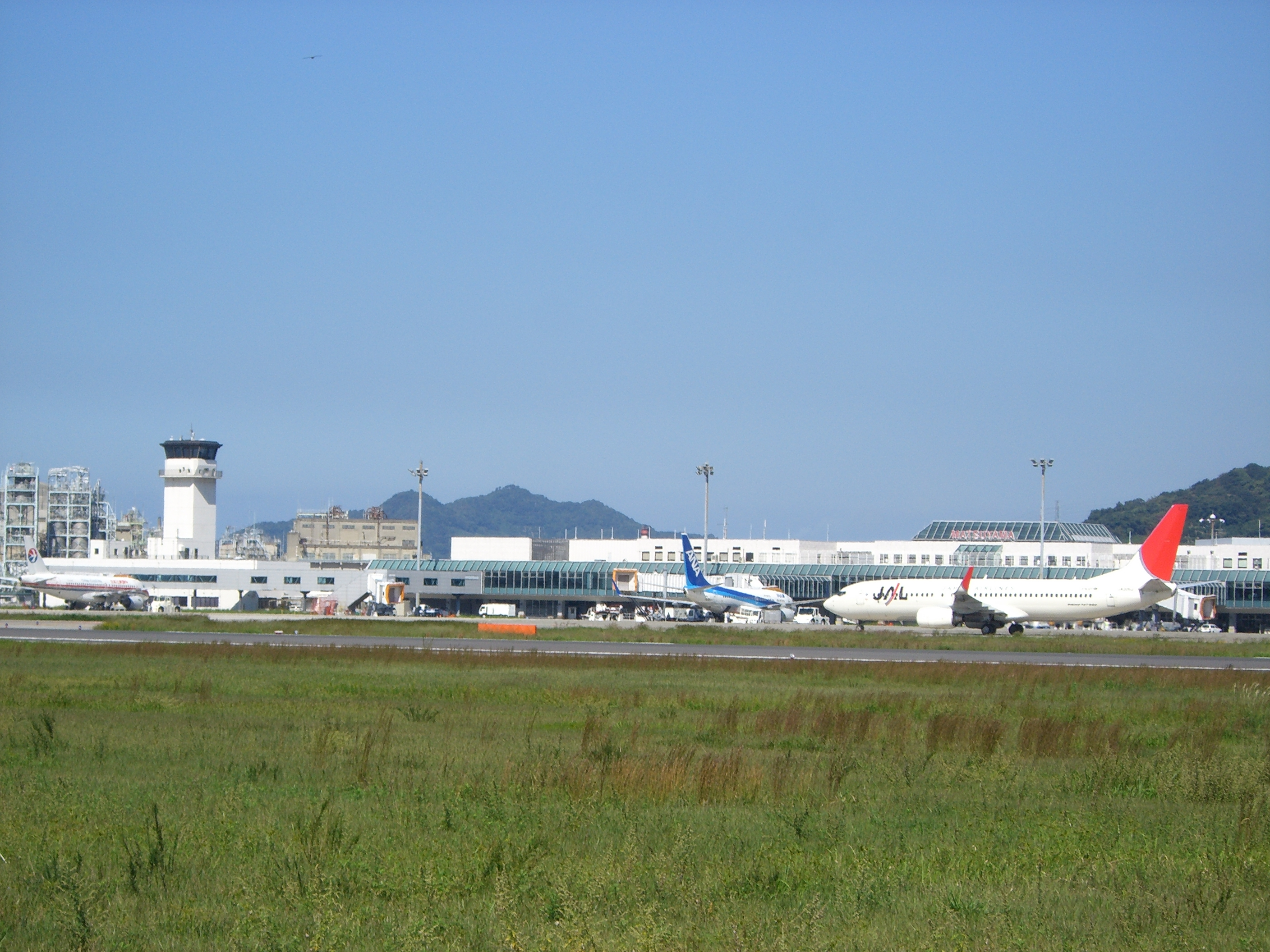
Flughafen Matsuyama

Der Flughafen Matsuyama (japanisch 松山空港 Matsuyama Kūkō, IATA-Code: MYJ, ICAO-Code: RJOM) ist ein Regionalflughafen der japanischen Stadt Matsuyama. Der Flughafen Matsuyama gilt nach der japanischen Gesetzgebung als Flughafen 2. Klasse.
Der Flughafen entstand aus einem zwischen 1941 und 1943 errichteten Stützpunkt der Kaiserlich Japanischen Marineluftstreitkräfte, der nach Kriegsende von der British Commonwealth Occupation Force bis 1952 verwaltet und danach zu einem Zivilflughafen umgebaut wurde, der 1956 in Betrieb ging.

## Zwischenfälle
- Am 13. November 1966 setzte eine NAMC YS-11 der All Nippon Airways (JA8658) in Matsuyama zu spät auf der Landebahn auf. Beim Durchstarten stürzte die Maschine ins Meer. Alle 50 Insassen starben (siehe auch All-Nippon-Airways-Flug 533).[2]